# Zöldeskék harmatgomba
A zöldeskék harmatgomba (Stropharia caerulea) a harmatgombafélék családjába tartozó, Európában és Észak-Amerikában honos, erdőkben, parkokban élő, nem ehető gombafaj. 

## Megjelenése
A zöldeskék harmatgomba kalapja 2-8 cm széles, fiatalon harang alakú, később széles harangszerűen kiterül. Felszíne sima, nedvesen nyálkás. Színe eleinte sötét kékeszöld, rajta elszórt, apró, fehér pettyekkel, főleg a széle környékén. Később sárgászöldre fakul, kisebb-nagyobb sárgás foltok lehetnek rajta. Széle fiatalon fehér burokmaradványoktól cafrangos.
Húsa fehér, a tönk aljában kalapszín, sérülésre nem változik. Íze és szaga nem jellegzetes.
Sűrű lemezei szélesen tönkhöz nőttek, a féllemezek gyakoriak. Színük kezdetben fehéres, halványszürkés, később lilásszürkére, lilásbarnára sötétednek. 
Tönkje 3-5 cm magas és 0,5-1 cm vastag. Töve kissé megvastagodott. Felszíne nedvesen ragadós. Gallérja nincs, csak gyenge gallérzónája; efölött halvány színű és sima, alatta kalapszínű, rajta fehér pikkelyekkel. Tövéhez fehér micélium kapcsolódik.  
Spórapora lilásbarna. Spórája ellipszis alakú, sima, mérete 7–9 x 4,5–5,5 µm.

### Hasonló fajok
Nagyon hasonlít hozzá a zöld harmatgomba, de annak hártyás gallérja van. Összetéveszthető a halványkék harmatgombával is.

## Elterjedése és termőhelye
Európában és Észak-Amerikában honos. Magyarországon nem ritka. 
Erdei tisztásokon, erdei utak mentén, parkokban, bolygatott területeken, sokszor csalán között található meg, korhadó növényi maradványokat bontja. Szeptembertől novemberig terem. 

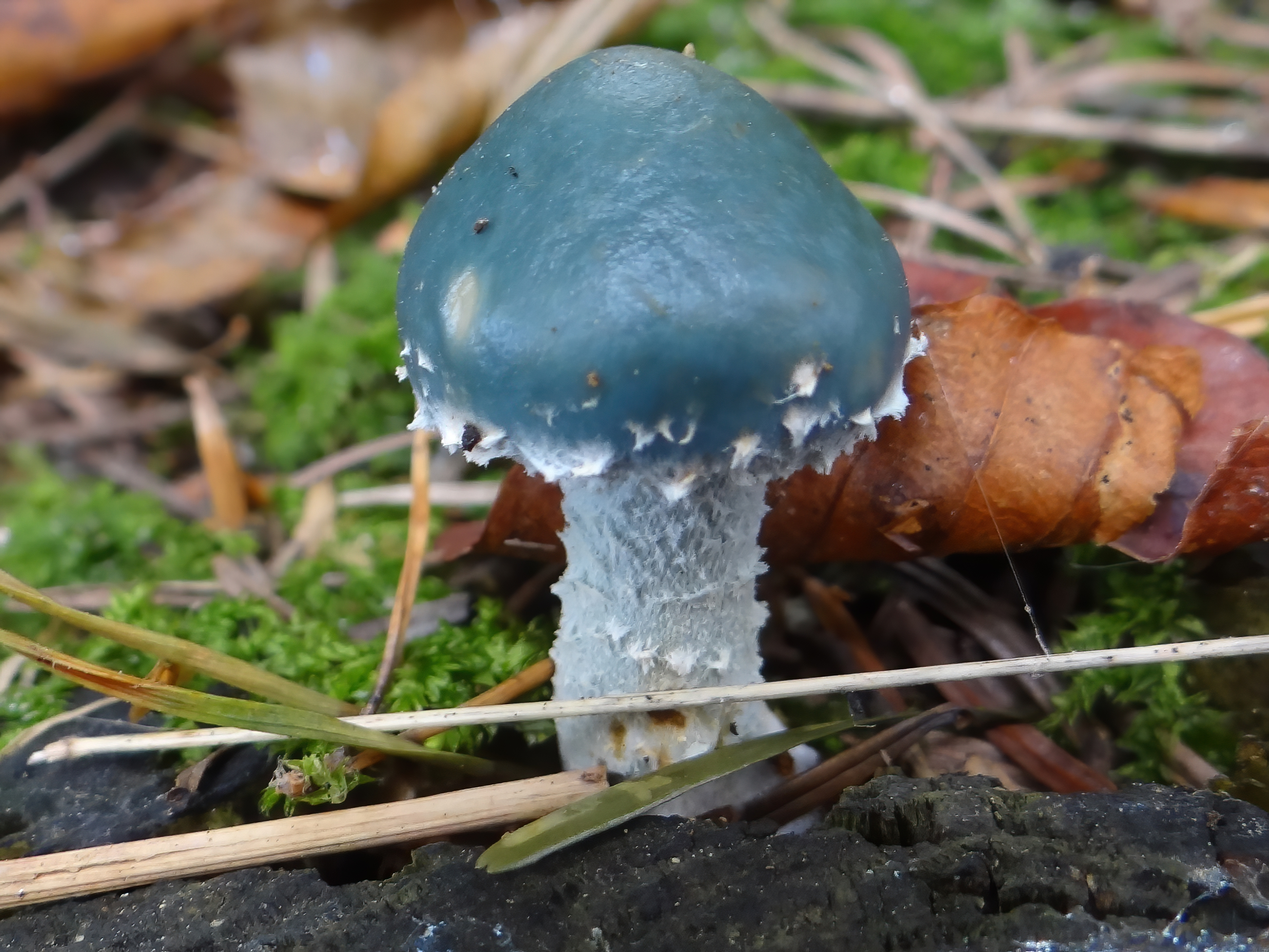
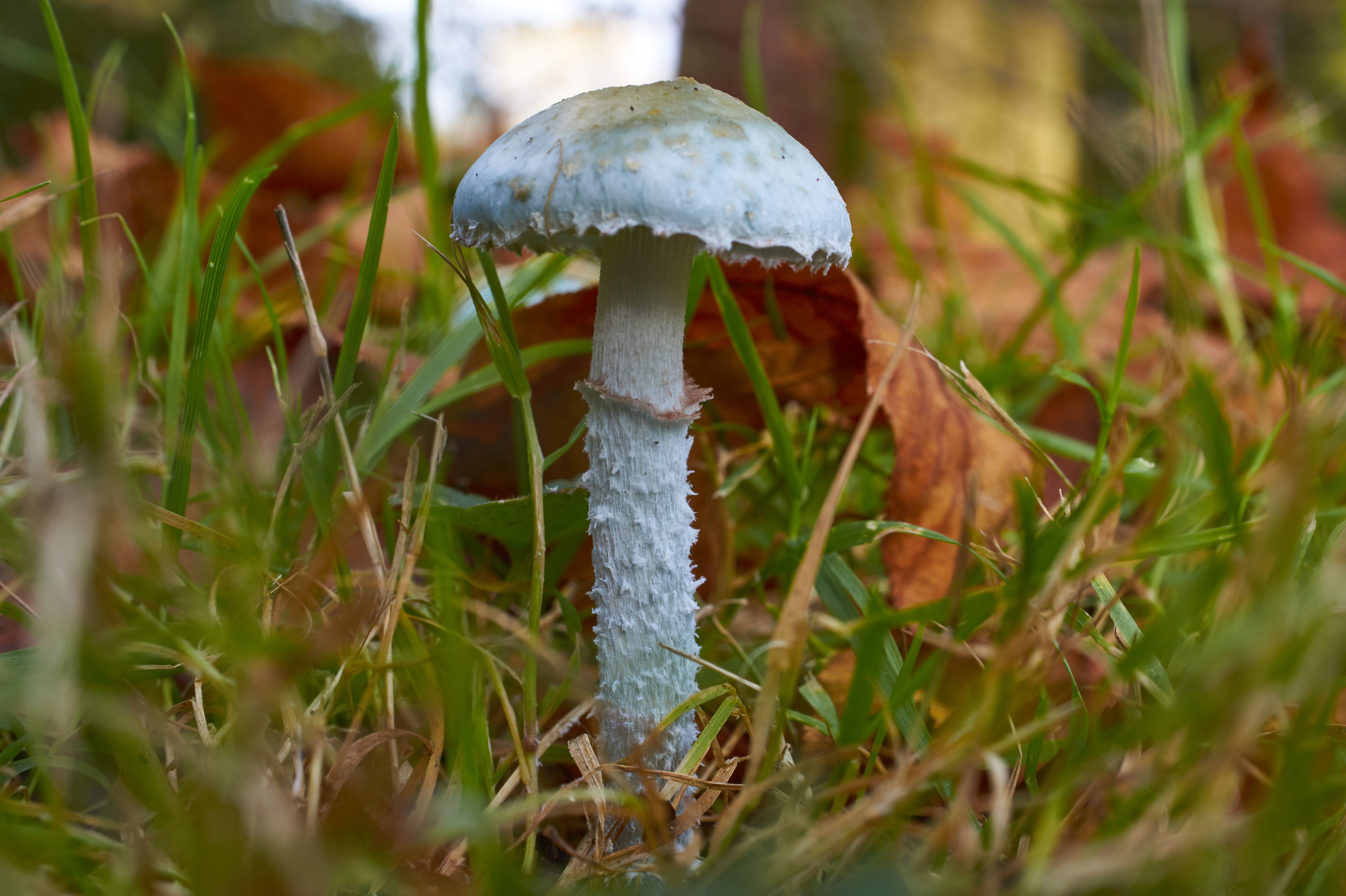
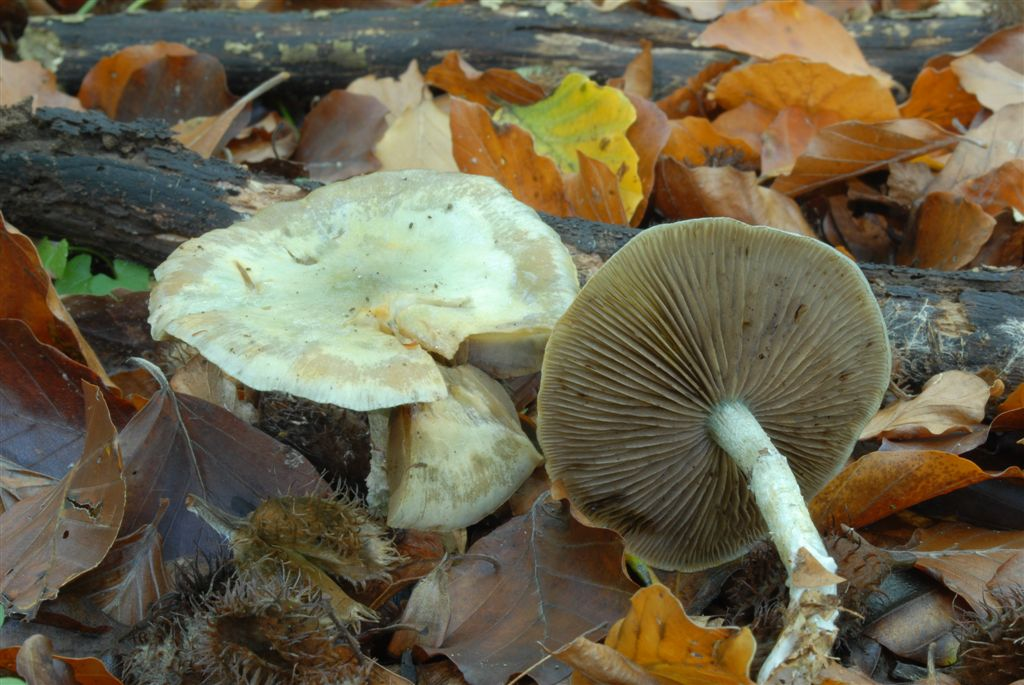
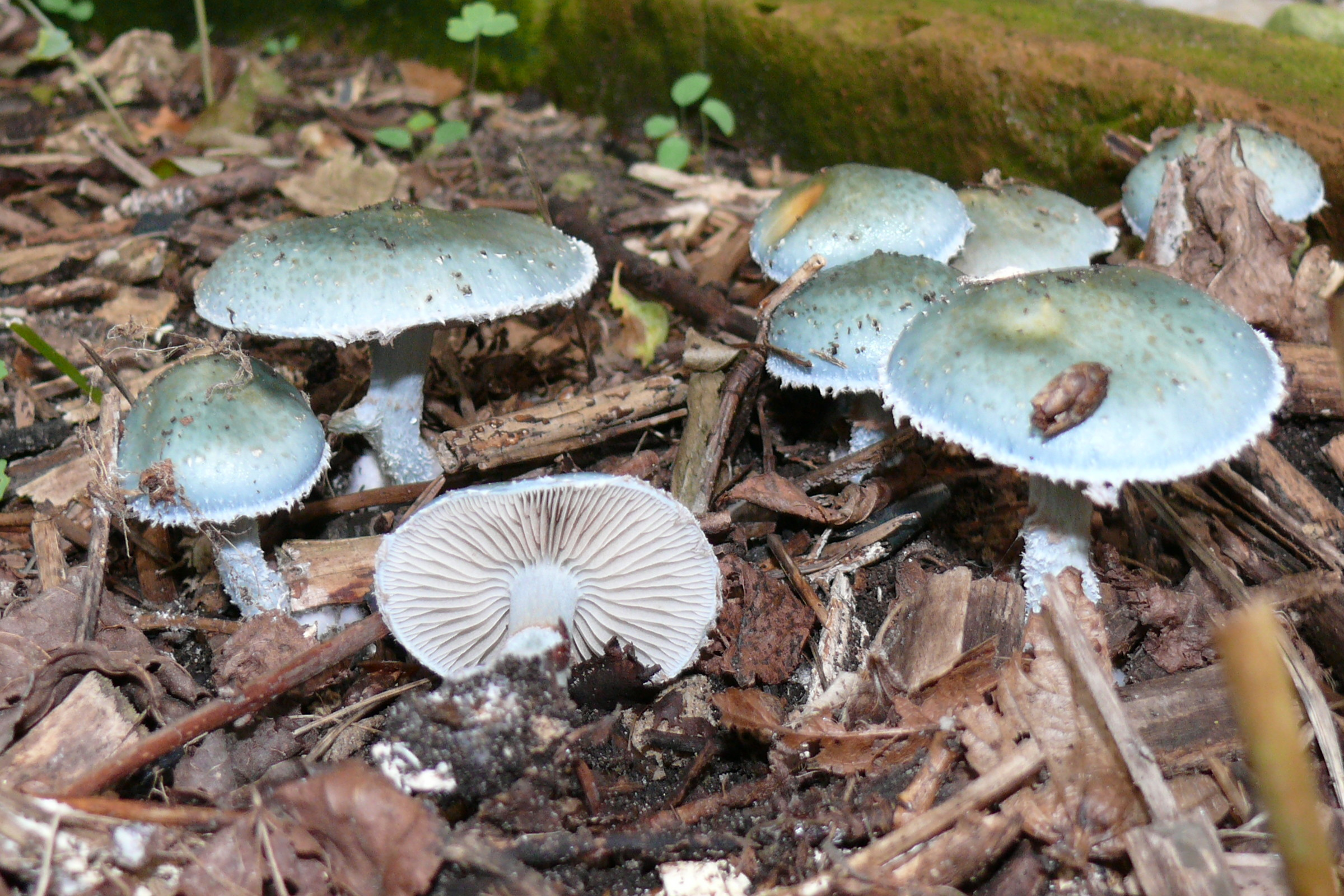
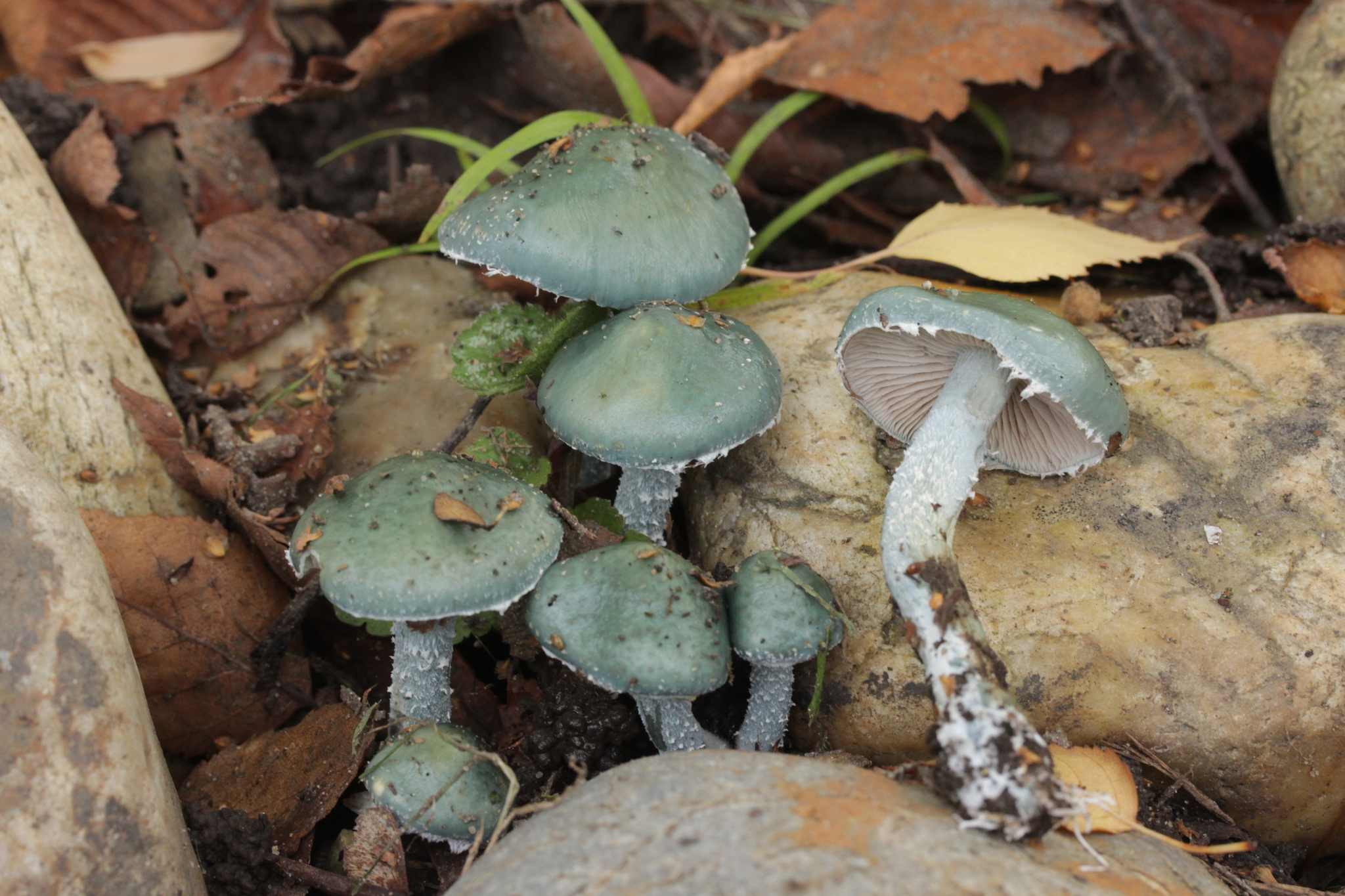

Nem ehető.